# Alan Azul
Alan Azul conocido como Azul es el nombre del primer álbum de estudio como solista del cantante y actor mexicano Alan Ibarra, tres años después de la separación con el grupo Magneto. 
Fue producido por KC Porter, responsable de producciones para artistas como  Ana Gabriel, Daniela Romo, Ednita Nazario, Selena, Ricky Martin y Santana. De este disco se desprendieron 5 sencillos promocionales: El aire que me das, Volveré, volverás, Como un violín, Lluvia y Si pudieras volar.Por este disco recibió el premio ERES por Mejor lanzamiento del año.

## Lista de canciones
| Alan Azul |                                 |                                  |                                |          |  |
| N.º       | Título                          | Letras                           | Música                         | Duración |  |
| 1.        | «El aire que me das (Ohe, oha)» | Chein García Alonso, Alan Ibarra | Jorge Espino, KC Porter        | 4:04     |  |
| 2.        | «Volveré, volverás»             | Chein García Alonso              | Jorge Espino, KC Porter        | 4:45     |  |
| 3.        | «Si pudiera volar»              | Chein García Alonso              | KC Porter                      | 4:21     |  |
| 4.        | «Vivo en ti»                    | Chein García Alonso              | KC Porter, J.B. Eckl           | 4:37     |  |
| 5.        | «Vampira»                       | Chein García Alonso              | KC Porter, Jorge Espino, Retto | 4:52     |  |
| 6.        | «Lluvia»                        | Chein García Alonso              | KC Porter, Jorge Espino        | 4:26     |  |
| 7.        | «Como un violín»                | Chein García Alonso              | KC Porter                      | 4:15     |  |
| 8.        | «Luna de ayer»                  | Chein García Alonso              | KC Porter, Jorge Espino        | 4:22     |  |
| 9.        | «Llévame»                       | Chein García Alonso              | KC Porter, K.C. Porter         | 5:22     |  |
| 10.       | «Amor de luz»                   | Gloria Varona                    | KC Porter                      | 4:32     |  |
| 45:36     |                                 |                                  |                                |          |  |

## Créditos[8]
- Alan Ibarra: Voz y coros
- Gregg Bisonette y Curt Bisquera: Batería
- Lee Sklar: Bajo
- Michael Landau y Tim Pierce: Guitarras eléctricas
- Ramón Stagnaro y Yussi Wenger: Guitarras acústicas
- Ottmart Liebert: Guitarras acústicas en "Volveré, Volverás", y Solo en "Llévame"
- Jorge Espino y KC Porter: Teclados y Programación
- Luis Conte: Percusión
- Stephanie Sprull, Patricia Hodges, Kurt Lykes, Josef Powell, Oren Waters, Philip Hester, Terry L. Carless, Tata Vega, Caseline Kurene, Linda Mchunu, Carlos Murguía, Andrew Snook, J.B. Eckl, K.C. Porter: Coros
- Arreglos Orquestales en "Si Pudiera Volar", "Como un Violín", y "Amor de Luz": David Campbell. Masterización: Chris Bellman, Bernie Grundman Mastering.
- Allen Sides: ingeniero de sonido
- Benny Faccone y Walter Clissen: mezclas